# Pompilowate
Pompilowate (Centrolophidae) – rodzina morskich ryb okoniokształtnych.
Występowanie : wszystkie tropikalne i ciepłe morza z wyjątkiem środkowego Oceanu Indyjskiego i środkowego Pacyfiku.

## Klasyfikacja
Rodzaje zaliczane do tej rodziny:
Centrolophus — Hyperoglyphe — Icichthys — Psenopsis — Schedophilus — Seriolella — Tubbia